# أبو القاسم القرطبي
صاعد بن أَحْمد بن عبد الرَّحْمَن بن مُحَمَّد بن صاعد التغلبي، ويُكَنَّى أبا القاسم، يعرف بـالجِيَانِيّ أو بـقَاضِي طليطلة الجِيَانِيّ أو بـأَبِي القَاسِم الْقُرْطُبِيّ، كان قاضي طليطلة، أصله من قرطبة. ولد بالمرية عام 420  هـ وتوفي بطليطلة وهو قاضيها في شوال عام 462  هـ، وصلى على جنازته يحيى بن سعيد بن الحديدي. وكان من أهل المعرفة والذكاء والرواية والدراية.

## تعلمه
روى عن أبي محمد بن حزم والفتح بن القاسم وأبي الوليد الوقشي وغيرهم.

## قضاؤه
استقضاه المَأْمُونُ يَحْيَى بْنُ ذِي النُّونِ، وكَانَ متحرّيًا فِي أُمُوره، واختار القضاء باليمين مع الشاهد الواحد في الحقوق، وبالشهادة على الخط، وقضى بذلك أيام نظره.

## مؤلفاته
له من المصنفات:
- كتاب طَبَقَاتُ الْأُمَمِ
- كتاب مَقَالَاتُ أَهْلِ المِلَلِ والنِّحَلِ
- كتاب أَخْبَارِ الْأُمَمِ مِنَ العَرَبِ والعَجَمِ[1] أو جوامع آحاد الأمم من العرب والعجم[3]
- كتاب إصْلَاحُ حَرَكَاتِ النُّجُومِ